# سسيتة (تسكانة)
سسيتة أو ساسيتا هي بلدية إيطالية في مقاطعة لفرنة في إقليم تسكانة، وتقع على بعد حوالي 90 كيلومتر (56 ميل) جنوب غرب فلورنسا وحوالي 50 كيلومتر (31 ميل) جنوب شرق ليفورنو.
حدود ساسيتا هي البلديات التالية: كاستانييتو كاردوتشي، Monteverdi Marittimo، سوفيريتو.

## روابط خارجية
- الموقع الرسمي